# Murle Breer
Murle Lindstrom Breer, född 20 januari 1939 i St. Petersburg i Florida, är en amerikansk golfspelare.
Breer blev medlem på den amerikanska LPGA-touren 1958. Hon hade planer på att lämna touren redan 1962 på grund av att hon aldrig vann någon tävling. Hon vann dock samma år majortävlingen US Womens Open med två slag före Jo Anne Prentice och Ruth Jessen. Därefter vann hon ytterligare tre tävlingar under sin LPGA-karriär innan hon lämnade touren 1984.

## Meriter

### Majorsegrar
- 1962 US Womens Open

### LPGA-segrar
- 1962 San Antonio Civitan Golf Tournament
- 1967 Carlsbad Jaycee Golf Open
- 1969 O'Sullivan Ladies Golf Open

### Övriga segrar
- 1979 JC Penney Classic (med Dave Eichelberger)